# Paenalcaligenes hominis
Paenalcaigenes hominis es una especie de bacteria gramnegativa del género Paenalcaligenes. Fue descrita en el año 2010, es la especie tipo. Su etimología hace referencia a humano. Es aerobia y móvil. Tiene un tamaño de 0,2-0,8 μm de ancho por 1,3-2 μm de largo. Oxidasa positiva. Forma colonias de color beige, circulares y con márgenes enteros en agar NA. Temperatura óptima de crecimiento entre 25-30 °C. Tiene un genoma de 2,68 Mpb y un contenido de G+C de 57%. Se ha aislado en sangre humana en Suecia y también de orina. Aun así, no está claro su papel patógeno. 